# Pizza havaj
Pizza havaj (či Hawai, Hawaii) je druh pizzy původem z kanadského Ontaria od restauratéra Sama Panopoulose. Vymyká se tradičním italským pizzám, protože je založená na kombinaci šunky a sladkého ananasu.

## Historie
Pizzu havaj vymyslel v roce 1962 kanadský restauratér řeckého původu Sam Panopoulos z Ontaria, který rád experimentoval a ze zajímavosti chtěl zkusit spojení sladkého ananasu se slaninou. Jeho nápad si během několika měsíců oblíbili i hosté jeho restaurace Satellite v Chathamu, v které nový pokrm podával, a začali ho žádat. Potom se tato pizza rozšířila i do ostatních částí světa. Název pizza dostala podle značky konzervovaného ananasu Havaj, který Panopoulos používal.

## Popis
Klasickým způsobem připravené a vyválené těsto na pizzu je potřeno klasickým rajčatovým základem s česnekem a bazalkou. Na tuto vrstvu se sype strouhaný sýr a na vrch jsou kladeny kousky kompotovaného ananasu a na slabé plátky krájená šunka. Následně je pizza standardně pečena v troubě. Pizza je oblíbená pro exotické spojení sladkého se slaným, na druhou stranu nejde o originální italský způsob přípravy pizzy a někteří lidé považují tento recept za kontroverzní.